# پاتریک بلوندو
پاتریک بلوندو (فرانسوی: Patrick Blondeau‎؛ زادهٔ ۲۷ ژانویهٔ ۱۹۶۸) بازیکن سابق فوتبال اهل فرانسه است.
از باشگاه‌هایی که در آن بازی کرده‌است می‌توان به باشگاه فوتبال موناکو، باشگاه فوتبال المپیک مارسی، باشگاه فوتبال واتفورد، باشگاه فوتبال شفیلد ونزدی، و باشگاه فوتبال بوردو اشاره کرد.
وی همچنین در تیم ملی فوتبال فرانسه بازی کرده‌است.